# Boldogkőújfalu
Boldogkőújfalu település Borsod-Abaúj-Zemplén vármegye Gönci járásában.

## Fekvése
Miskolctól 58 kilométerre északkeletre fekvő település.

## Története
Mint lakatlan királyi területet már az 1200-as évek elején említették, majd 1241-ben IV. Béla magyar király idején, mikor a király Regéc és Tállya közötti területen próbálta sikertelenül megállítani a tatárokat. Később, a tatárjárás után, mikor IV. Béla elrendelte a várak építését, a közelben felépült Boldogkő vára alatti Boldogkőújfalu már mint a vár tartozéka volt feltüntetve.
Nevét az oklevelek 1245-ben említették először, mint a királyi vár tartozékát, amelyen várjobbágyok éltek. A település sorsa a későbbi évszázadokban is összefüggött Boldogkő várának sorsával.
A 13. század végén Aba Amádé szepesi főispán tulajdonában volt a falu a várral együtt. Aba Amadé fiai azonban Csák Máté oldalára álltak Károly Róbert ellenében és ezzel elvesztették birtokaikat is.
A vár és az alatta fekvő falu is a Drugeth család tulajdona lett, akik királyi adományként kapták meg Károly Róbert királytól.
1388-ban Zsigmond királyé, aki az ónodi Czudar családnak adta zálogba, majd visszaszállt a királyra. 1427-ben Zsigmond király csereszerződés alapján Brankovics szerb despotának adta a területet. A vár és a falu Mátyás király korában is gyakran gazdát cserélt.
A mohácsi csata utáni zűrzavaros időkben ugyancsak többször is gazdát cserélt, a Szapolyai- és a Ferdinánd-hívek körében. Az 1591-es feljegyzésekben a maihoz hasonló formában írták Boldogkő-Újfalu néven.
1671–1685 között Szelepcsényi György esztergomi érsek lett a terület tulajdonosa, akinek halála után az esztergomi káptalané lett. Szelepcsényi a terület és a település folyamatos visszatelepítését szorgalmazta, az elnéptelenedett településnek 1696-ra már 13 jobbágytelkét jegyezték fel. 1717-ben az esztergomi káptalan a lőcsei jezsuitáknak adta a területet.
A 16–17. században jelentős volt a területen és a településen is a szőlőművelés, amiről több írásos emlék is fennmaradt.
1753-ban Péchújfalusi Péchy Gábor vásárolta meg a területet a jezsuitáktól. Boldogkőújfalu 1850 körül élte fénykorát, ekkor az uradalom gróf Péchy József tulajdona volt és 1050 fő lakott benne.
1890-ben birtokházasság révén a Zichy család kezébe került a vár és a falu is, és övék maradt egészen a második világháború befejezéséig. Mai hivatalos nevét a község 1905-ben kapta.

## Közélete

### Polgármesterei
- 1990–1994: Tinics András (független)[4]
- 1994–1998: Tinics András (független)[5]
- 1998–2002: Orosz Zoltán (független)[6]
- 2002–2006: Orosz Zoltán (független)[7]
- 2006–2010: Orosz Zoltán (független)[8]
- 2010–2014: Orosz Zoltán (független)[9]
- 2014–2019: Orosz Zoltán (független)[10]
- 2019–2024: Orosz Zoltán (független)[11]
- 2024– : Orosz Zoltán (független)[1]

## Látnivalók
- A községtől északkeletre 5 hektár területű jégkori kőtenger található.
- Római katolikus templom – 1825-ben épült, a szeplőtelen fogantatás tiszteletére szentelték fel
- Református templom – 1650-ben épült torony nélkül zsindelytetővel. A templom ezután sokszor cserélt gazdát a katolikusok és reformátusok között míg végül 1727-ben végleg a reformátusoké lett. 1925-ben egy nagyobb átalakítás során készült el 12 méter magas tornya, az addigi különálló harangláb helyett. Korábbi festett famennyezetét bevakolták.

## Népesség
A település népességének változása:
| Lakosok száma | 576  | 591  | 576  | 633  | 647  | 659  | 642  |
|               | 2013 | 2014 | 2015 | 2021 | 2022 | 2023 | 2024 |

2001-ben a település lakosságának 64%-át magyar, a 36%-át cigány származású emberek alkották.
A 2011-es népszámlálás során a lakosok 93,6%-a magyarnak, 41,9% cigánynak, 0,2% szlováknak mondta magát (6,4% nem nyilatkozott; a kettős identitások miatt a végösszeg nagyobb lehet 100%-nál). A vallási megoszlás a következő volt: római katolikus 74%, református 5,3%, evangélikus 0,2%, görögkatolikus 5,7%, felekezeten kívüli 3,2% (11,7% nem válaszolt).
2022-ben a lakosság 95,1%-a vallotta magát magyarnak, 8,8% cigánynak, 1,7% szlováknak, 0,2% horvátnak, 0,2% szlovénnek, 0,8% egyéb, nem hazai nemzetiségűnek (4,2% nem nyilatkozott; a kettős identitások miatt a végösszeg nagyobb lehet 100%-nál). Vallásuk szerint 41,9% volt római katolikus, 3,1% református, 3,9% görög katolikus, 0,3% evangélikus, 4,6% felekezeten kívüli (45,7% nem válaszolt).

## Környező települések
Abaújalpár (kb. 2 km), Boldogkőváralja (2.5 km), a legközelebbi város: Abaújszántó (kb. 6 km).